# Pace Gaggini

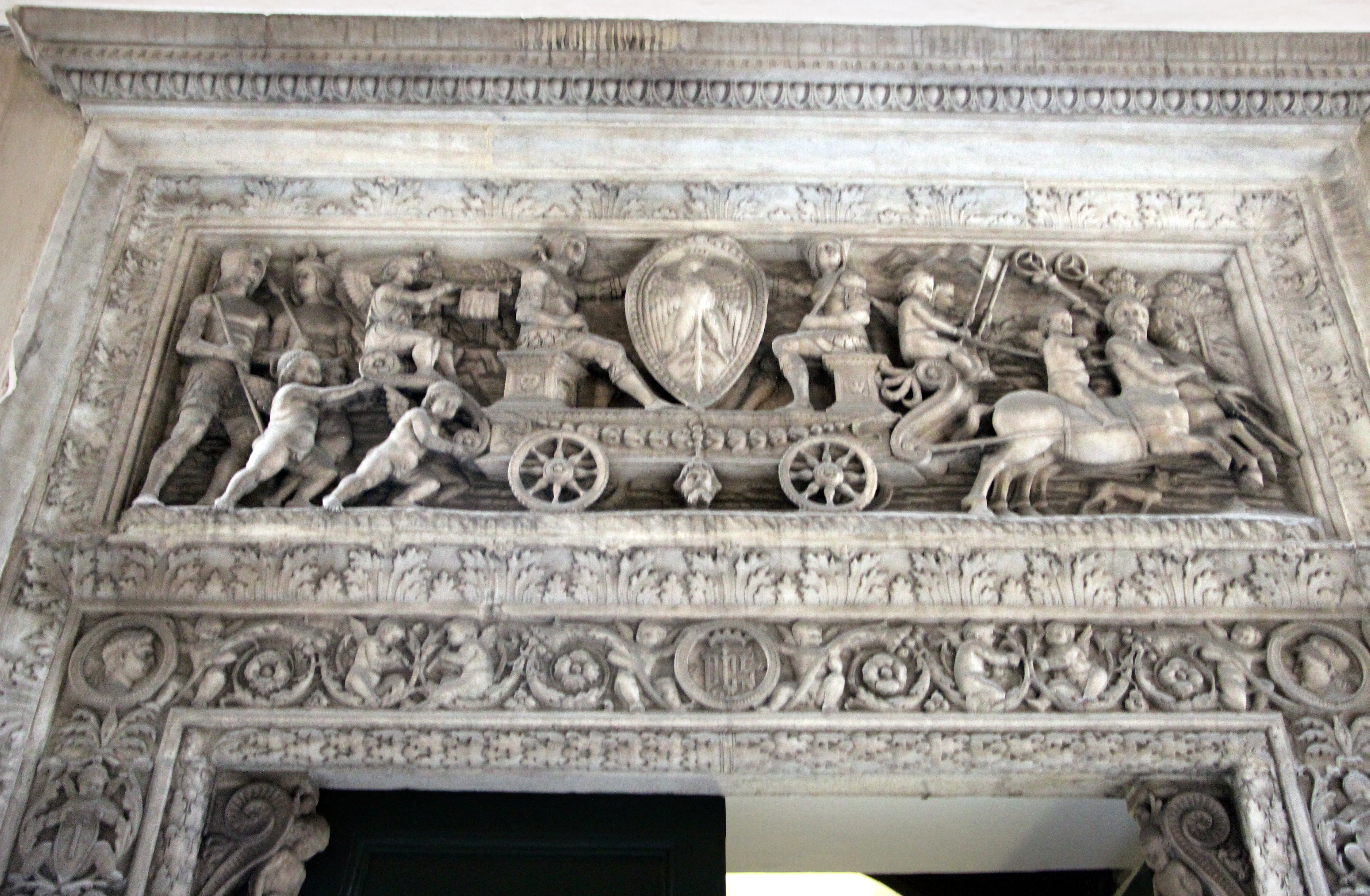
Genova, Portale del trionfo Doria

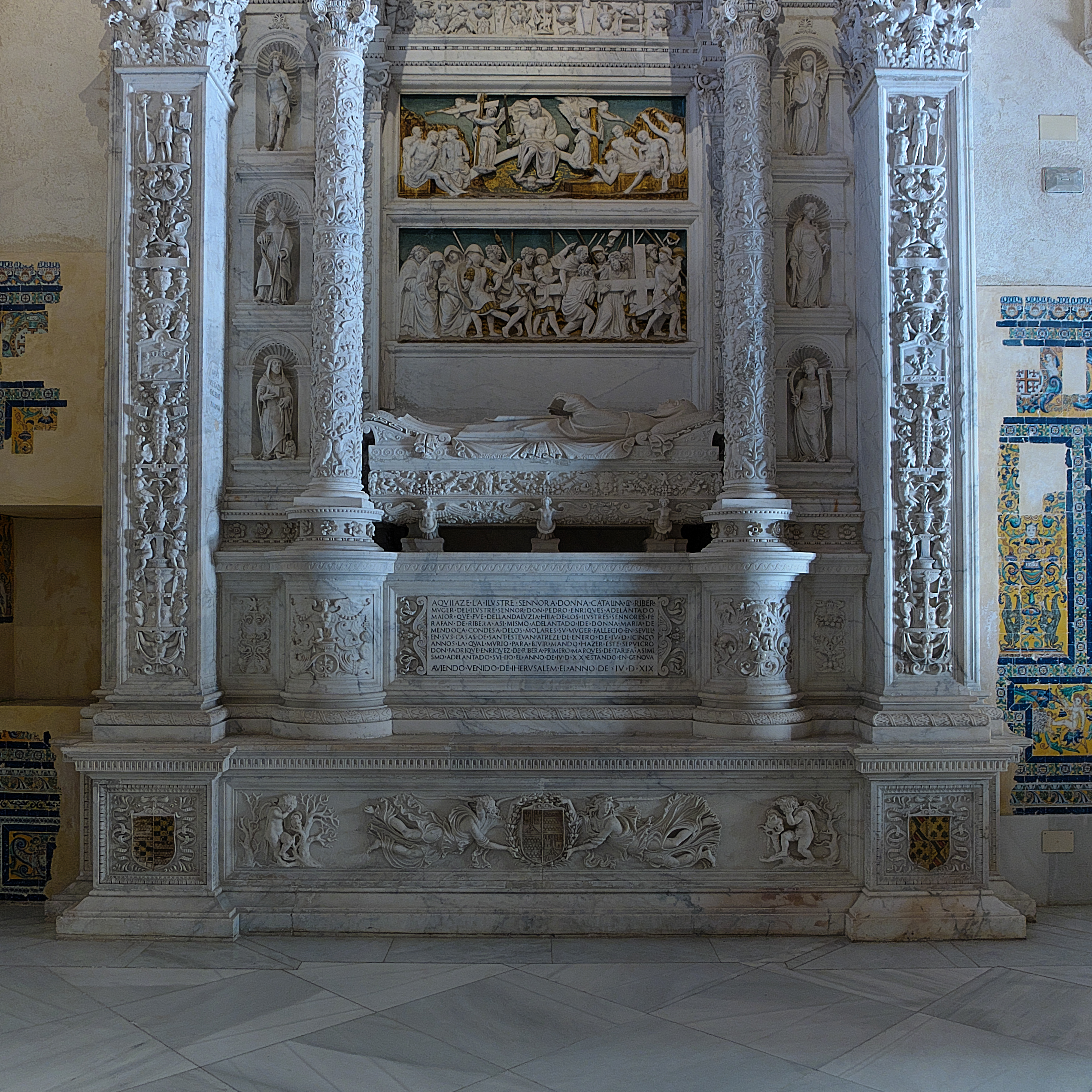
Catalina de Ribera, sepolcro

Pace Gaggini ou Gagini o Pasio Gaggini (Bissone, 1470 circa – Genova, 1525 circa) è stato uno scultore svizzero, originario del canton Ticino.

## Biografia
Figlio di Beltrame e nipote di Elia Gagini (de Gazino), entrambi scultori. 
Fra le sue prime opere è il Portale del trionfo Doria, conservato in via Chiossone a Genova, fra le testimonianze più alte dei portali rinascimentali genovesi. Sempre allo stesso Pace o ai suoi collaboratori è attribuito il portale di Palazzo Jacopo Spinola, detto Portale del Trionfo Spinola, gemello del Portale del Trionfo Doria per struttura e iconografia.
Dal 1492 collabora alla decorazione della facciata della Certosa di Pavia. Lavora anche alla chiesa di San Teodoro di Genova, dove scolpisce due tombe Lomellini in collaborazione col Tamagnino. Per il duca di Rohan realizza una fontana.
Lavora ad altri edifici di Genova e alla collegiata di San Giovanni Battista di Oneglia (tabernacolo marmoreo). Realizza il monumento funebre per i genitori del primo marchese di Tarifa, Don Fadrique Enriquez de Ribera, collocato nella cappella del Monastero di Santa Maria de las Cuevas a Siviglia. Dal 1523 è attivo presso le famiglie nobiliari della città di Toledo.